# 1159 dans les croisades
Cette page regroupe les évènements concernant les Croisades qui sont survenus en 1159 :
- 12 avril : Renaud de Châtillon, prince d'Antioche, doit faire sa soumission à l'empereur Manuel Comnène[1].
- Mort de Josselin II de Courtenay, comte d'Edesse[2].